# Alle lieben Raymond
Alle lieben Raymond (Originaltitel: Everybody Loves Raymond) ist eine US-amerikanische Sitcom, die zwischen 1996 und 2005 vom US-Sender CBS produziert wurde. Das Finale der Serie wurde am 16. Mai 2005 ausgestrahlt.
Die Serie handelt von Raymond Barone, einem Sportkolumnisten aus Lynbrook auf Long Island, und seiner Frau Debra. Rays Eltern wohnen in einem Haus ihnen gegenüber, was immer wieder für Verwirrungen und Streitereien sorgt – Rays Mutter Marie mischt sich mit Freude in das Leben ihres Sohnes ein, sein Vater Frank ist ein zynischer alter Mann, der dauernd von seiner Frau genervt ist. Eine ebenfalls wichtige Rolle in der Serie spielt Rays Bruder Robert, von Beruf Polizist.

## Besetzung
Die Synchronisation der Serie erfolgte in den MME Studios in Berlin unter der Dialogregie von Sabine Sebastian und Wolfgang Ziffer. Für das Dialogbuch verantwortlich waren Thomas Maria Lehmann, Andreas Frücke und Jörg Hartung.

### Hauptdarsteller
| Rolle                | Schauspieler    | Synchronsprecher      |
| -------------------- | --------------- | --------------------- |
| Raymond „Ray“ Barone | Ray Romano      | Tobias Meister        |
| Debra Barone         | Patricia Heaton | Ulrike Möckel         |
| Robert Barone        | Brad Garrett    | Marlin Wick           |
| Marie Barone         | Doris Roberts   | Hannelore Fabry       |
| Frank Barone         | Peter Boyle     | Friedrich G. Beckhaus |

### Nebendarsteller
| Rolle                          | Schauspieler      | Synchronsprecher         |
| ------------------------------ | ----------------- | ------------------------ |
| Alexandra „Ally“ Barone        | Madylin Sweeten   | Victoria Frenz           |
| Geoffrey Barone                | Sawyer Sweeten    | Amadeus Strobl           |
| Michael Barone                 | Sullivan Sweeten  | Victoria Ziegler         |
| Amy MacDougall (später Barone) | Monica Horan      | Katharina Koschny        |
| Hank MacDougall                | Fred Willard      | Frank-Otto Schenk        |
| Pat MacDougall                 | Georgia Engel     |                          |
| Peter MacDougall               | Chris Elliott     | Dennis Schmidt-Foß       |
| Claude Gianni                  | Jon Manfrellotti  | Gerald Schaale           |
| Andy                           | Andy Kindler      | Santiago Ziesmer         |
| Bernie Gruenfelder             | Tom McGowan       | Axel Lutter              |
| Lois Whelan                    | Katherine Helmond | Kerstin Sanders-Dornseif |
| Warren Whelan                  | Robert Culp       | Christian Rode           |
| Linda Gruenfelder              | Maggie Wheeler    | Andrea Solter            |

### Gastbesetzung
| Rolle         | Schauspieler    | Synchronsprecher  |
| ------------- | --------------- | ----------------- |
| Sergeant Judy | Sherri Shepherd | Sabine Winterfeld |
| Father Hubley | Charles Durning | Gerd Holtenau     |

## Figuren

### Hauptfiguren
- Raymond „Ray“ Albert Barone ist die Hauptfigur. Ray ist ein Sportjournalist für die New Yorker Zeitung Newsday.
- Debra Louise Whalen Barone ist Rays Ehefrau. Die Serie zieht einen Großteil ihres Witzes aus Debras Versuchen, mit ihren Schwiegereltern und deren Ticks und Eigenheiten klarzukommen.
- Robert Charles Barone, Rays Bruder, ist ein Polizist beim NYPD. Obwohl Robert vier Jahre älter ist als Ray, fühlt er sich Ray gegenüber zurückgestellt und minderwertig, was er andere auch merken lässt.
- Marie Janella Barone ist die Matriarchin der Familie. Sie ist besessen vom Kochen und davon, ständig ein sauberes Haus zu haben. Sie bemuttert ihre erwachsenen Söhne nach wie vor, was zu oftmaligen Reibereien besonders mit Debra führt.
- Francis „Frank“ Oskar Barone ist Maries Ehemann und der Vater von Ray und Robert. Er ist ein rüpelhafter, zynischer Mann, der sich ständig über die Beziehung zu seiner Frau beschwert – in vielen Folgen wird aber dennoch eine Art von Liebe zwischen ihm und Marie sichtbar.

### Nebenfiguren
- Amy Louise MacDougall / Barone ist Roberts Ehefrau seit der siebten Staffel (sie hatte aber auch bereits seit der ersten Staffel Gastauftritte).
- Alexandra „Ally“ Barone ist Rays und Debras ältestes Kind.
- Geoffrey und Michael Barone sind Rays und Debras Zwillingssöhne.
- Henry „Hank“ MacDougall, Amys Vater, ist ein ernster, sehr religiöser Mann.
- Patricia „Pat“ MacDougall, Amys Mutter, ist eine sehr höfliche, leise Frau, die Puzzles liebt.
- Peter MacDougall, Amys Bruder, ist ein exzentrischer, von Comics besessener Freak.
- Doug Heffernan (Kevin James) ist ein Freund von Ray und von Beruf Kurierfahrer bei IPS (International Parcel Service). Er hat einige Gastauftritte. (Crossover zu der Sitcom The King of Queens).

## Hintergrundinformationen
Die Familienbeziehungen in Alle lieben Raymond basieren stark auf dem eigenen Leben des Comedians Ray Romano. Auch Romano hat drei Kinder, einen geschiedenen Polizisten als Bruder, der ebenfalls für das NYPD arbeitet – und er lebte zeitweise direkt gegenüber seinen Eltern.
In der Pilotfolge wurden den Zwillingen Michael und Geoffrey gleich klingende Namen nach Ray Romanos echten Zwillings-Söhnen Matthew und Gregory gegeben. Katarina Witt hatte in der Episode 1.18 einen Cameo-Auftritt. In Episode 3.6 Frankensteins Geschenk ist Peter Boyles Figur Frank Barone als Frankensteins Monster verkleidet. Die Dreharbeiten zum Serienfinale mussten zweimal verschoben werden, da sowohl Patricia Heaton, als auch Doris Roberts krank waren und nicht richtig sprechen konnten.
Bereits 1974 spielte Peter Boyle in Mel Brooks Frankenstein Junior die Rolle des Monsters. Maggie Wheeler, die in der Serie eine wiederkehrende Rolle als Linda hat, war für die Rolle der Debra im Gespräch. Monica Horan, die in der Serie Amy spielt, ist im echten Leben mit Philip Rosenthal verheiratet. Dieser war ausführender Produzent und Co-Autor der Serie. Obwohl Brad Garrett in der Serie den vier Jahre älteren Bruder von Ray spielt, ist Ray Romano im echten Leben drei Jahre älter als Garrett. Auch Roberts Angewohnheit, sein Essen mit dem Kinn zu berühren, die sich in der Serie zum Running Gag entwickelte, wurde von Ray Romanos echtem Bruder Richard inspiriert, der diesen Tick ebenfalls besitzt. Ray Romano hatte mit seiner Rolle als Sportreporter Ray Barone auch mehrere Crossover-Auftritte in der Sitcom King Of Queens. Der Schauspieler Larry Romano aus King Of Queens ist aber nicht mit ihm verwandt. Patricia Heatons Vater Chuck Heaton übte im echten Leben lange Zeit den Beruf von Ray Barone aus. Er war Sportkolumnist für den Cleveland Plain Dealer. Chuck Heaton wurde in der Serie in Episode 1.18 Karriere wider Willen erwähnt, als Ray Barone den Preis als Sportreporter des Jahres gewinnt und sich unter anderem gegen seinen Mitkonkurrenten Chuck Heaton durchsetzt.
Die Serie ist nicht von anderen Sitcoms „abgegrenzt“, sondern Teil eines Serienuniversums. Doug Heffernan aus der Serie King of Queens ist hin und wieder bei Familie Barone zu Besuch. Er tritt in den Folgen 9 und 18 der dritten Staffel auf. (Zuvor war Kevin James bereits in sechs Folgen als Kevin Daniels zu sehen.) In King of Queens tritt wiederum ein Großteil der Figuren aus Alle lieben Raymond auf:
- Ray Barone in Staffel 1, Folge 9 und 19; Staffel 2, Folge 8 und Staffel 8, Folge 10[4]
- Frank und Robert Barone in Staffel 1, Folge 9[5][6]
- Marie Barone in Staffel 1, Folge 19[7]
- Debra Barone in Staffel 2, Folge 8[8]
- Gianni in Staffel 2, Folge 13[9]

Ray Barone hat außerdem dieselbe Schulklasse wie Fran Fine aus der Serie Die Nanny besucht, was durch einen Gastauftritt von ihm in Folge 18 der fünften Staffel verdeutlicht wird. Daneben tritt Ray in den Serien Cosby (zusammen mit Frank in Staffel 2, Folge 10) und Becker (Staffel 1, Folge 20) auf. Durch Crossover im Rahmen von Die Nanny gehören auch die Serien Die Liebe muß verrückt sein und Saras aufregendes Landleben sowie der Spielfilm This Is Spinal Tap zum gemeinsamen Universum.
Zur letzten Sendung am 16. Mai 2005 schauten in den USA 32,9 Millionen Menschen zu.
Dies ist im Vergleich zur Schlussfolge von M*A*S*H (105 Millionen) zwar wenig, dennoch ist Alle lieben Raymond die fünfterfolgreichste Serie der USA, hinter M*A*S*H, Seinfeld, Cheers und Friends.

## Auszeichnungen

### AFI Awards
- 2001: AFI Schauspieler des Jahres – Serie (Ray Romano für die Rolle als Raymond Ray Barone, nominiert)
- 2001: AFI Actress of the Year – Serie (Doris Roberts für die Rolle als Marie Barone, nominiert)
- 2001: AFI Series of the Year – Comedy (nominiert)

### Casting Society of America
- 1997: Best Casting – Comedy-Serie, Pilot (nominiert)

### Emmy Awards
- 1999: Outstanding Actor – Comedy-Serie (Ray Romano für die Rolle als Raymond Ray Baron, nominiert)
- 1999: Herausragende Hauptdarstellerin – Komödie (Patricia Heaton für die Rolle als Debra Barone, nominiert)
- 1999: Beste Regie – Comedy-Serie (Will Mackenzie für Robert’s Date, nominiert)
- 1999: Herausragende Serie – Comedy (nominiert)
- 1999: Bester Nebendarsteller – Comedy-Serie (Peter Boyle für die Rolle als Frank Barone, nominiert)
- 1999: Beste Nebendarstellerin – Comedy-Serie (Doris Roberts für die Rolle als Marie Barone, nominiert)

- 2000: Outstanding Actor – Comedy-Serie (Ray Romano, nominiert)
- 2000: Herausragende Hauptdarstellerin – Komödie (Patricia Heaton, gewonnen)
- 2000: Outstanding Cinematography – Multi-Camera-Serie (für Robert’s Rodeo, nominiert)
- 2000: Beste Regie – Comedy-Serie (Will Mackenzie für The Christmas Picture, nominiert)
- 2000: Herausragende Serie – Comedy (nominiert)
- 2000: Bester Nebendarsteller (Peter Boyle, nominiert)
- 2000: Bester Nebendarsteller – Comedy-Serie (Brad Garrett für die Rolle als Robert Barone, nominiert)
- 2000: Beste Nebendarstellerin – Comedy-Serie (Doris Roberts, nominiert)
- 2000: Outstanding Writing – Comedy-Serie (Ray Romano und Philip Rosenthal für Bad Moon Rising, nominiert)

- 2001: Outstanding Actor – Comedy-Serie (Ray Romano, nominiert)
- 2001: Herausragende Hauptdarstellerin – Komödie (Patricia Heaton, gewonnen)
- 2001: Outstanding Cinematography – Multi-Camera-Serie (für Italien: Teile 1 & 2, nominiert)
- 2001: überragender Bild-Editing – Multi-Camera-Serie (für Italien: Teile 1 & 2, nominiert)
- 2001: Herausragende Serie – Comedy (nominiert)
- 2001: Outstanding Sound Mixing – Multi-Camera-Serie oder Special (für Italien: Teile 1 & 2, gewonnen)
- 2001: Bester Nebendarsteller – Comedy-Serie (Peter Boyle, nominiert)
- 2001: Beste Nebendarstellerin – Comedy-Serie (Doris Roberts, gewonnen)

- 2002: Outstanding Actor – Comedy-Serie (Ray Romano, gewonnen)
- 2002: Herausragende Hauptdarstellerin – Komödie (Patricia Heaton, nominiert)
- 2002: Outstanding Guest Actor – Comedy-Serie (Katherine Helmond für die Rolle als Lois, nominiert)
- 2002: Herausragende Bildredaktion – Multi-Camera-Serie (für Talk To Your Daughter, nominiert)
- 2002: Herausragende Serie – Comedy (nominiert)
- 2002: Outstanding Sound Mixing – Multi-Camera-Serie oder Special (für It’s Fun To Be, nominiert)
- 2002: Bester Nebendarsteller – Comedy Series (Peter Boyle, nominiert)
- 2002: Bester Nebendarsteller – Comedy-Serie (Brad Garrett, gewonnen)
- 2002: Beste Nebendarstellerin – Comedy-Serie (Doris Roberts, gewonnen)
- 2002: Outstanding Writing – Comedy-Serie (Jennifer Crittenden für Marie’s Sculpture, nominiert)
- 2002: Outstanding Writing – Comedy-Serie (Philip Rosenthal for The Angry Familie nominiert)

- 2003: Outstanding Actor – Comedy-Serie (Ray Romano, nominiert)
- 2003: Herausragende Hauptdarstellerin – Komödie (Patricia Heaton, nominiert)
- 2003: Outstanding Cinematography – Multi-Camera-Serie (für nur eine Formalität, nominiert)
- 2003: Outstanding Guest Actor – Comedy-Serie (Fred Willard für die Rolle als Hank, nominiert)
- 2003: Outstanding Guest Actor – Comedy-Serie (Georgia Engel für die Rolle als Pat, nominiert)
- 2003: Herausragende Bildredaktion – Multi-Camera-Serie (für She’s The One, nominiert)
- 2003: Herausragende Serie – Comedy (gewonnen)
- 2003: Bester Nebendarsteller – Comedy-Serie (Peter Boyle, nominiert)
- 2003: Bester Nebendarsteller – Comedy-Serie (Brad Garrett, gewonnen)
- 2003: Beste Nebendarstellerin – Comedy-Serie (Doris Roberts, gewonnen)
- 2003: Outstanding Writing – Comedy Series (Tucker Cawley für Gepäck, gewonnen)
- 2003: Outstanding Writing – Comedy-Serie (Mike Royce für Beratung, nominiert)

- 2004: Herausragende Hauptdarstellerin – Komödie (Patricia Heaton, nominiert)
- 2004: Outstanding Guest Actor – Comedy-Serie (Fred Willard, nominiert)
- 2004: Outstanding Guest Actor – Comedy-Serie (Georgia Engel, nominiert)
- 2004: Herausragende Bildredaktion – Multi-Camera-Serie (für Golf For It, nominiert)
- 2004: Herausragend Serie – Comedy (nominiert)
- 2004: Outstanding Sound Mixing – Multi-Camera-Serie oder Special (für Das Model, nominiert)
- 2004: Bester Nebendarsteller – Comedy-Serie (Peter Boyle, nominiert)
- 2004: Bester Nebendarsteller – Comedy-Serie (Garrett Brad nominiert)
- 2004: Beste Nebendarstellerin – Comedy-Serie (Doris Roberts, nominiert)

- 2005: Outstanding Actor – Comedy-Serie (Ray Romano, nominiert)
- 2005: Herausragende Hauptdarstellerin – Komödie (Heaton Patricia, nominiert)
- 2005: Outstanding Cinematography – Multi-Camera-Serie (für Secret Pat’s, nominiert)
- 2005: Beste Regie – Comedy-Serie (Gary Halvorson für Finale, nominiert)
- 2005: Outstanding Guest Actor – Comedy-Serie (Fred Willard, nominiert)
- 2005: Outstanding Guest Actor – Comedy-Serie (Georgia Engel, nominiert)
- 2005: Herausragende Bildredaktion – Multi-Camera-Serie (für Der Faux Pas, nominiert)
- 2005: Herausragende Serie – Comedy (gewonnen)
- 2005: Outstanding Sound Mixing – Multi-Camera-Serie oder Special (für Boys' Therapy , nominiert)
- 2005: Bester Nebendarsteller in einer Comedy-Serie (Peter Boyle, nominiert)
- 2005: Bester Nebendarsteller – Comedy-Serie (Brad Garrett, gewonnen)
- 2005: Beste Nebendarstellerin – Comedy-Serie (Doris Roberts, gewonnen)
- 2005: Outstanding Writing – Comedy Series (Philip Rosenthal und andere für Finale, nominiert)

### Golden Globe Awards
- 1999: Bester Hauptdarsteller – Musical oder Comedy-Serie (Ray Romano für die Rolle als Raymond Ray Barone, nominiert)
- 2000: Bester Hauptdarsteller – Musical oder Comedy-Serie (Romano, nominiert)

### Producers Guild of America
- 2002: Best Producer of the Year – episodische Komödie (nominiert)
- 2003: Best Producer of the Year – episodische Komödie (nominiert)

### Satellite Awards
- 2001: Bester Hauptdarsteller – Komödie oder Musical-Serie (Ray Romano für die Rolle als Raymond Ray Barone, nominiert)
- 2001: Beste Serie – Komödie oder Musical (nominiert)

- 2002: Beste Nebendarstellerin – Musical oder Comedy-Serie (Doris Roberts für die Rolle als Marie Barone, gewonnen)

### Screen Actors Guild
- 1998: Bestes Schauspielensemble – Komödie (nominiert)

- 1999: Bester Hauptdarsteller – Komödie (Ray Romano für die Rolle als Raymond Ray Barone, nominiert)
- 1999: Bester Schauspieler – Comedy-Serie (nominiert)

- 2001: Bester Hauptdarsteller – Komödie (Peter Boyle für die Rolle als Frank Barone, nominiert)
- 2001: Bester Hauptdarsteller – Komödie (Ray Romano, nominiert)
- 2001: Beste Hauptdarstellerin – Komödie (Patricia Heaton für die Rolle als Debra Barone, nominiert)
- 2001: Bester Schauspieler – Comedy-Serie (nominiert)

- 2002: Bester Hauptdarsteller – Komödie (Ray Romano, nominiert)
- 2002: Beste Hauptdarstellerin – Komödie (Patricia Heaton, nominiert)
- 2002: Bester Schauspieler – Comedy-Serie (gewonnen)

- 2003: Bester Hauptdarsteller – Komödie (Peter Boyle, nominiert)
- 2003: Bester Hauptdarsteller – Komödie (Brad Garrett für die Rolle als Robert Barone, nominiert)
- 2003: Bester Hauptdarsteller – Komödie (Ray Romano, nominiert)
- 2003: Beste Hauptdarstellerin – Komödie (Patricia Heaton, nominiert)
- 2003: Beste Hauptdarstellerin – Komödie (Doris Roberts für die Rolle als Marie Barone, nominiert)
- 2003: Bester Schauspieler – Comedy-Serie (nominiert)

- 2004: Bester Hauptdarsteller – Komödie (Ray Romano, nominiert)
- 2004: Beste Hauptdarstellerin – Komödie (Patricia Heaton, nominiert)
- 2004: Beste Hauptdarstellerin – Komödie (Doris Roberts, nominiert)
- 2004: Bester Schauspieler – Comedy-Serie (nominiert)

- 2005: Bester Hauptdarstellerin – Komödie (Patricia Heaton, nominiert)
- 2005: Bester Schauspieler – Comedy-Serie (nominiert)

### Writers Guild of America
- 2001: Best Writing – episodischer Komödie (Philip Rosenthal für Italien: Teile 1 & 2, gewonnen)

## Ausstrahlung

### Deutschland
Die deutsche Erstausstrahlung erfolgte am 20. Februar 1999 auf ProSieben. Ab dem 24. September 2001 strahlte auch RTL II die Serie aus, ehe die Sendung ab dem 8. November 2001 erneut von ProSieben ausgestrahlt und später innerhalb der Senderfamilie an kabel eins weitergereicht wurde. Dort war sie vom 2. Mai 2005 bis 29. Juli 2005 sowie vom 3. Januar 2007 bis 8. Juni 2007 zu sehen.
Ab dem 15. Dezember 2008 wurde die Serie auf Comedy Central ausgestrahlt, bevor sie am 24. Januar 2010 dort letztmals zu sehen war. Bereits am 7. Juni 2010 setzte Comedy Central die Ausstrahlung fort, nahm die Serie zum 20. Juli 2010 jedoch erneut aus dem Programm.
Erst am 19. Januar 2014 war die Serie wieder im deutschen Free-TV auf dem damals neu gestarteten Disney Channel für knapp ein Jahr, bis zum 29. Dezember 2014 zu sehen.
Auf Comedy Central war die Serie nochmal im Zeitraum von November 2016 bis August 2018 im Fernsehen zu sehen.

### International
| Land                    | Sender                                     | Titel                                                              | Bemerkung |  |
| ----------------------- | ------------------------------------------ | ------------------------------------------------------------------ | --- |  |
| Australien              | FOX Classics Network Ten Seven Network TV1 | Everybody loves Raymond                                            | Ursprünglich von Seven Network als Sommer-Lückenfüller ausgestrahlt, begann Network Ten später mit der Ausstrahlung der Serie. Die Wiederholungen laufen nun auf Network Ten und den Sender TV1 (vorher lief sie auf FOX Classics). |  |
| Bosnien und Herzegowina | RTRS                                       | Svatko voli Raymond                                                | |  |
| Bulgarien               | BTV GTV Kanal 1                            | Всички обичат Реймънд                                              | Während der ersten Staffel wurde die Serie auf Kanal 1 ausgestrahlt, danach wurde sie auf BTV wiederholt. Wiederholungen laufen derzeit auf dem Sender GTV.                                                                         |  |
| Dänemark                | JHM Network TV3+                           | Alle elsker Raymond                                                | |  |
| Griechenland            | Cine+                                      | Όλη η αγάπη Raymond                                                | |  |
| Haiti                   | Sony Entertainment Television Channel      | Tout moun Loves Raymond                                            | |  |
| Hongkong                | China Central Television                   | 人人都愛雷蒙德, 人人都爱雷蒙德                                     | |  |
| Volksrepublik China     | China Central Television                   | 人人都愛雷蒙德, 人人都爱雷蒙德                                     | |  |
| Indien                  | STAR Welt                                  | हर कोई पसंद रेमंड                                                      | Die Serie war sehr beliebt, mit vielen Wiederholungen zu unterschiedlichen Zeiten. |  |
| Israel                  | Channel 2 Channel 3                        | כולם אוהבים את ריימונד                                             | Von den späten 1990er Jahren bis 2005 strahlte Channel 3 die Serie aus. Jeden Freitag Nacht laufen die Wiederholungen auf Channel 2.                                                                                                |  |
| Italien                 | Comedy Central Italia                      | Tutti amano Raymond                                                | |  |
| Kanada                  | CBS                                        | Everybody loves Raymond                                            | |  |
| Kroatien                | Nova TV                                    | Svi vole Raymonda                                                  | Die Ausstrahlung wurde abgebrochen. |  |
| Lettland                | TV3                                        | Ikvienam patīk Raymond                                             | Die ersten drei Staffeln wurden ausgestrahlt. |  |
| Malaysia                | NTV7                                       | Semua cinta Raymond                                                | |  |
| Nordmazedonien          | Sitel Tv                                   | Сите го сакаат Рејмонд                                             | |  |
| Mongolei                | NTV                                        |                                                                    | Die ersten 14 Folgen der ersten Staffel wurden auf NTV ausgestrahlt. Wegen einer unvollständigen Ausstrahlung war die Serie nicht sehr erfolgreich.                                                                                 |  |
| Neuseeland              | TV3                                        | Everybody loves Raymond                                            | Es werden häufig Wiederholungen der Serie gezeigt. Derzeit ist sie auf dem Free-TV-Sender TV3 zu sehen. |  |
| Niederlande             | RTL 5                                      | Everybody loves Raymond                                            | |  |
| Norwegen                | TV2 TV3                                    | Alle elsker Raymond                                                | |  |
| Pakistan                | Star World                                 | ہر کوئی ریمنڈ پسند                                                 | Die Serie ist eine der meistgeschauten englischsprachigen Fernsehsendungen im Land. |  |
| Peru                    | Sony Entertainment Television Channel      |                                                                    | Die Serie wird heute noch von Sony Entertainment Television Channel ausgestrahlt. |  |
| Polen                   | Comedy Central Polska                      | Wszyscy kochają Raymonda                                           | |  |
| Portugal                | SET SIC Comédia TV Cabo                    | Todos Gostam do Raymond, Raymond e Companhia                       | Zuerst wurde die Serie von SIC Comédia ausgestrahlt, gefolgt von TV Cabo. Jetzt strahlt SET die Serie aus. |  |
| Schweden                | Comedy Central Sverige                     | Alla älskar Raymond                                                | |  |
| Schweiz                 | SF zwei (Deutschschweiz)                   | Alle lieben Raymond Tout le monde aime Raymond Tutti amano Raymond | |  |
| Serbien                 | RTV BK Telecom TV Avala                    | Сви воле Рејмонда                                                  | Derzeit läuft die Serie auf TV Avala, davor wurde sie von RTV BK Telecom ausgestrahlt. |  |
| Slowenien               | Kanal A                                    | Vsi radi Raymond                                                   | |  |
| Spanien                 | La Sexta                                   | Todo el mundo quiere a Raymond, Tothom estima en Raymond           | La Sexta sendete jeden Wochentag um 6:45 Uhr morgens Doppelfolgen der Serie. |  |
| Südafrika               | M-Net Serie SABC 3                         | Almal Loves Raymond                                                | Auf SABC 3 lief die Serie jeden Montagabend um 20:30 Uhr. Nach dem Ende der Serie kaufte M-Net Serie die Ausstrahlungsrechte. |  |
| Türkei                  | ComedyMax                                  | Raymond herkes seviyor                                             | |  |
| Vereinigte Staaten      | CBS                                        | Everybody loves Raymond                                            | Ursprünglich wurde die Serie vom Sender CBS ausgestrahlt, auf dem sie jetzt noch immer läuft. |  |
| Vereinigtes Königreich  | Channel 4 Comedy Central UK & Ireland      | Everybody loves Raymond                                            | |  |